# Turgay Tapu
Turgay Tapu (* 29. April 1982) ist ein deutscher Fußballtorhüter türkischer Herkunft.

## Karriere
Turgay Tapu war seit 2004 Torhüter der zweiten Mannschaft von Rot Weiss Ahlen. Von 2006 bis 2008 absolvierte er in der Oberliga Westfalen 64 Partien, bevor Ahlen II nach der Neugliederung der Ligen nach Einführung der 3. Liga weiterhin in der OL Westfalen spielte, die aber nun die sechsthöchste Spielklasse bildete.
Nach einer Verletzung der etatmäßigen Nummer 2 der Zweitligamannschaft Dirk Langerbein saß er am Anfang der Saison 2008/09 als Ersatztorwart bei den Profis auf der Bank. Am 2. Spieltag wurde Stammtorhüter Manuel Lenz nach einem Handspiel außerhalb des Strafraums vom Platz gestellt und Tapu musste ab der achten Spielminute für ihn einspringen. In Unterzahl ging die Partie gegen den FC Augsburg mit 3:0 verloren. Für die folgenden zwei Spiele während der Sperre für Lenz stand Langerbein wieder zur Verfügung und Tapu nahm wieder auf der Ersatzbank Platz.
Nach der Saison wechselte Tapu zum Landesligisten SC Roland Beckum. Im Juni 2011 wurde seine Rückkehr zu Rot Weiss Ahlen bekannt, die inzwischen nach einer Insolvenz nur noch in der Regionalliga spielten. Im März 2013 wurde der Vertrag nach Differenzen mit Trainer Marco Antwerpen aufgelöst.